# Lena Nyman
Anna Lena Elisabet Nyman (23. maj 1944 – 4. februar 2011), kendt som Lena Nyman, var en svensk skuespiller, der var engageret på flere stockholmske teater som Dramaten og indspillede en række film.

## Biografi
Lena Nyman voksede op på Kungsholmen i Stockholm og kom allerede som seksårig på teaterskole for børn.
Hun spillede et meget bredt repertoire allerede som barneskuespiller og debuterede på film som 11-årig i dramaet Farligt löfte. Da hun kom på Dramatens Elevskole, havde hun haft adskillige roller på teateret og på film. Efter endt elevskole fik hun en lang række roller på teater, heriblandt Polly i Laser og pjalter (1969), Hedvig i Vildanden (1972) og titelrollen i Medea (1986).
I 1973 overraskede hun publikum, da hun præsenterede sig som revyskuespiller i Hasse og Tages Glaset i öret på Berns. Dette blev startskuddet til et længerevarende samarbejde med Hasse og Tage, og Nyman medvirkede i flere af parrets film, blandt andet Slip fangerne løs - det er forår! og Picassos eventyr.
Hendes spændvidde som skuespiller ses også af hendes filmroller, idet hun ud over de humoristiske roller hos Hasse og Tage forinden var blevet kendt for sin hovedrolle i Vilgot Sjömans meget eksplicit erotiske film Jeg er nysgerrig og efterfølgeren Jeg er stadig nysgerrig For disse film modtog hun en Guldbagge i 1968. Ydermere havde hun en af hovedrollerne i Ingmar Bergmans Høstsonaten. Af senere roller kan nævnes Lovis, Ronja Røverdatters mor i filmen af samme navn (1986).
Nyman var også flittigt brugt i svenske tv-produktioner med blandt andet hovedroller i Lysistrate og Drottning Kristina (begge fra 1981). I de senere år viste hun sig endvidere som visesanger, blandt andet i samarbejde med trubaduren Rune Andersson, som hun en kort periode var gift med.
I 2004 modtog Lena Nyman medaljen Litteris et Artibus, og i 2006 fik hun O'Neill-stipendiet.
Hun døde efter en længere kamp med KOL og Guillain-Barrés syndrom.

## Udvalgt filmografi
- Luffaren och Rasmus (1955, ukrediteret)
- Musik ombord (1958)
- 491 (1964)
- Jeg er nysgerrig (1967)
- Jeg er stadig nysgerrig (1968)
- Den hvide væg (1975)
- Slip fangerne løs, det er forår! (1975)
- Picassos eventyr (1978)
- Høstsonaten (1979)
- Sverige åt svenskarna (1980)
- Skrald (1981)
- Rasmus på farten (1981)
- Den enfoldige morder (1982)
- Græsenkemænd (1982)
- Mig og damerne (1983)
- P & B (1983)
- Ronja Røverdatter (1984)
- Ærter og knurhår (1986)
- Bamser og mennesker (1989, kun stemme)
- Herrekoret Hekla (1992)
- Drømmehuset (1993)
- Sådan er livet (1996)
- Ørnen der havde højdeskræk (animationsfilm, 1999)
- Peddersen og Findus - fornemt besøg (animationsfilm, 2000)
- Puder (2001)
- Skenbart – en film om tåg (2003)
- At ordne en puddel (2006)